# Две старые женщины
Две старые женщины (англ.  Two Old Women) — приключенческая повесть 1993 года американской писательницы индейского происхождения Велмы Уоллис, вышла в Фэрбанксе, Аляска под названием Two old women: An Alaska Legend of Betrayal, Courage and Survival («Две старые женщины: Аляскинская легенда о предательстве, мужестве и выживании»). История, положенная в её основу, долгое время была частью устной традиции атабасков. Уоллис услышала её от матери во время совместного похода за дровами; позже она записала текст и обогатила его множеством мелких деталей, придавших повествованию динамизм и эмоциональную глубину.

## Сюжет
Однажды поздней осенью вождь одной из племенных групп народа гвичин принимает непростое решение — оставить на стоянке двух старых женщин, чьи жалобы на слабое здоровье начали озлоблять его людей, и без того терпящих жестокие страдания от голода и холода, и двигаться дальше в поисках пищи.
Когда решение объявлено, шокированные и испуганные 75-летняя Са’ и 80-летняя Ч’идзигьяак сидят на снегу, не в силах произнести ни слова. Они не считают себя бесполезными — они никогда не отказывались помочь с шитьём или выделкой шкур тем, кто делился с ними пищей. Напоследок дочь Ч’идзигьяак, мучимая виной, стыдом и страхом за судьбу матери, но бессильная помешать исполнению воли вождя, отдает обречённой на смерть женщине драгоценную связку ремней из сыромятной лосиной кожи. Внук Ч’идзигьяак тайком отдает ей костяной топорик. Наконец племя уходит. Две женщины молча сидят на подстилке из лапника, их мысли путаются. Поначалу смерть кажется им самым простым выходом. Однако Са’ находит в себе мужество убедить себя и подругу по несчастью, что достойнее умереть, пытаясь что-то делать, чем просто сдаться на милость судьбы. Са’ удаётся убить белку, метко метнув топорик. Женщины подкрепляют силы мясным бульоном и припрятывают часть мяса. Поставив наудачу силки на старых кроличьих тропах, они сами удивлены своему везению, когда в них попадаются два кролика. С трудом сгибая непослушные пальцы, женщины мастерят снегоступы и отправляются в долгий путь к стоянке у реки, где племя когда-то в изобилии ловило рыбу — там у них будет больше шансов выжить. Устраиваясь на ночь, они выкапывают в снегу яму и укрываются шкурами, или просто засыпают спина к спине, когда силы совсем оставляют их. Каждое пробуждение утром — это мука, боль в суставах и мышцах такова, что обе они борются с соблазном закрыть глаза и навсегда отдаться сну. Но, тем не менее, их путешествие продолжается. Благодаря бережно сохраняемым тлеющим углям после каждого дневного перехода они могут отогреться у огня. Женщины достигают реки и разбивают зимний лагерь на старой стоянке племени, используя сохранившуюся решётку для вяления рыбы как остов для своего жилища. Немного освоившись на новом месте, подкрепив силы и пополнив запасы пищи благодаря усвоенным с детства охотничьим навыкам, женщины решают скрыть свою стоянку, перенеся её дальше от реки. Они опасаются не только нападения волков, но и возвращения людей, которых голод может заставить совершить самый жестокий поступок. К счастью, летняя погода благоприятствует охоте и рыбалке, и теперь у них в меню не только кроличье мясо, но и жаркое из куропаток, копчёная бобрятина и мясо ондатры, а запасы рыбы таковы, что для неё приходится соорудить дополнительный подвесной тайник. По вечерам женщины шьют из кроличьих шкурок одежду, рассказывают друг другу о своей юности, об отношениях с соплеменниками, и смеются, вспоминая, как когда-то они кряхтели и жаловались всем вокруг на малейшую боль и не могли и шагу ступить без палки.
Следующей зимой племя, охотников которого продолжают преследовать неудачи, возвращается на то место, где двух женщин обрекли на смерть. Вождя гнетёт чувство вины за своё решение, и он не знает, не навёл ли он своей жестокостью проклятье на племя. Не найдя на месте стоянки человеческих останков, он, движимый смутной надеждой, отправляет на поиски пропавших женщин лучшего следопыта племени и трёх молодых охотников. Ослабевшие от голода и оборванные, они уже почти готовы отказаться от своих попыток, когда опытный Даагу замечает, что на покинутой стоянке племени кто-то недавно аккуратно снял кору с растущих поодаль друг от друга берёз. Он понимает, какие чувства заставили женщин скрываться от людей, и это помогает ему найти дорогу к их убежищу. Уловив в воздухе едва заметную струйку дыма, он убеждается, что шёл верно, невозможное свершилось, и женщины смогли выжить в зимнем лесу. Подойдя к их жилищу, он окликает их по именам и называет себя. Женщины решают, что прятаться больше нет смысла, к тому же за долгое время странствий они соскучились по людям. Они впускают Даагу и охотников в своё укрытие, и те потрясены обилием пищи и тёплой одежды, которую две слабые женщины смогли заготовить, в то время как лучшие охотники племени терпели неудачу за неудачей. Са’ и Ч’идзигьяак боятся, что измученные голодом люди отнимут у них еду и вновь оставят ни с чем, но Даагу, а вслед за ним и его спутники, дают им слово, что вступятся за них, если им будет грозить какая-либо опасность. После долгих колебаний женщины соглашаются раздать большую часть своих запасов, но пока боятся сами выходить к людям. Вместо этого они принимают у себя гостей — бывшие соплеменники приходят к ним поодиночке, и постепенно разговоры и общие воспоминания стирают горечь обиды. Внук Ч’идзигьяак навещает бабушку и в шутку требует вернуть ему топорик. Ч’идзигьяак счастлива видеть его после долгой разлуки, но долго не решается заговорить о своей дочери. Наконец она не выдерживает и спрашивает, почему Ожии Нелии так и не навестила её. Внук рассказывает ей, что его мать до сих пор мучает стыд. Как бы ни было больно Ч’идзигьяак, она понимает, что Ожии Нелии не вступилась за неё, боясь за её жизнь, а также за жизнь сына и свою. К тому же именно её подарок помог двум женщинам поставить силки и выжить. Наконец мать и дочь примиряются. Вождь объявляет, что отныне племя больше никогда не будет бросать стариков на произвол судьбы — сама жизнь преподнесла его людям урок уважения к мудрости, которая приходит лишь с годами.

## Восприятие книги
Поскольку в книге затрагивается тема каннибализма, к ней настороженно отнеслись в организациях коренных американцев, куда за спонсорской поддержкой пытались обращаться представители молодого издательства «Epicenter Press». «Эта история выставляет индейцев-атабасков в дурном свете», — ответил редактору издательства один из племенных лидеров. Тем не менее, когда финансовые трудности были преодолены, читатели в индейских общинах были рады тому, что ещё один фрагмент их устной традиции увековечен в книге и станет известен читателям во всём мире.
В 1993 году повесть получила премию Western States Book Award в категории «художественно обработанная небеллетристика» (creative nonfiction).